# O, The Oprah Magazine
O, The Oprah Magazine es una revista mensual estadounidense creada por Oprah Winfrey y Hearst Communications, dirigida principalmente al público femenino.

## Historia
La revista se publicó por primera vez el 19 de abril de 2000. En junio de 2004 su tirada media de pago superaba los 2,7 millones de ejemplares, dos tercios por suscripción. La edición sudafricana se publicó por primera vez en abril de 2002 y según la Fundación Sudafricana de Investigación Publicitaria, su número medio de lectores superaba los 300.000. Mientras que la mayoría de las ventas de revistas estadounidenses disminuyeron en 2009, O aumentó sus ventas en los quioscos en un 5,8%, hasta alcanzar los 662.304 ejemplares durante el segundo semestre del año. Las ventas en quioscos de la revista cayeron un 15,8% durante el primer semestre de 2010, mientras que su circulación por suscripción aumentó, y las ventas cayeron un 8,2% en la última mitad del año.
Desde su creación hasta la edición de septiembre de 2020, Oprah ha aparecido en la portada de todos los números. La primera portada compartida es la de abril de 2009, en la que aparece con la entonces primera dama Michelle Obama. Por primera vez en veinte años de publicación, la edición de septiembre de 2020 incluyó a una persona distinta a su fundadora. En esa edición apareció Breonna Taylor, una joven asesinada por la policía en Louisville.

## Actualidad
En julio de 2020 se anunció que la revista no contaría más con ediciones impresas y se publicaría únicamente en edición digital.